# 蜂谷涼
蜂谷 涼（はちや りょう、1961年 - 、女性）は北海道小樽市出身・在住の小説家である。

## 人物
北海道小樽潮陵高等学校、小樽商科大学短期大学部を卒業。当初は脚本家を志し、シナリオ作家協会主催シナリオ講座研修科を修了。上京してコピーライターを経験する。1990年、「銀の針」で第11回読売ヒューマン･ドキュメンタリー大賞カネボウスペシャル佳作となり、作家デビュー。
1994年に「分別回収」で第79回文學界新人賞、1997年に「煌浪の岸」で第3回小説新潮長編小説新人賞共に最終候補となった。1997年小樽に帰郷。2006年に出版された「てけれっつのぱ」（柏艪舎）は2008年に劇団文化座で舞台化され、同年文化庁芸術祭大賞を受賞した。それ以降は主に時代小説を中心に執筆している。
2008年には「小樽ふれあい大使」に任命された。
2011年1月15日～3月27日、小樽文学館にて企画展「蜂谷涼展―明治小樽女性気質」が開催された。2014年10月より北海道文化放送番組審議会委員。
北海道を中心に作家だけでなく、テレビ･ラジオでも活躍している。

## 作品リスト
- 『煌浪の岸』（1998年／読売新聞社）
- 『海明け』（2001年／講談社）
- 『ちぎり屋』（2002年／読売新聞社）
- 『煙波』（2003年／講談社）
- 『蛍火』（2004年／講談社）のち文春文庫
- 『小樽ビヤホール』（2004年／講談社文庫）
- 『雪えくぼ』（2006年／新潮社）のち文庫
- 『てけれっつのぱ』（2006年／柏艪舎）
- 『へび女房』（2007年／文藝春秋）のち文庫
- 『舞灯籠　京都上七軒幕末手控え』（2010年／新潮社）
- 『夢の浮橋』（2011年／文藝春秋）
- 『おネエさまの秘め事』（2011年／柏艪舎）
- 『はだか嫁』（2012年／文春文庫）
- 『月影の道―小説・新島八重』（2012年／文春文庫）
- 『修羅ゆく舟』（2012年／新潮社）
- 『落ちてぞ滾つ』（2013年／柏艪舎）
- 『いとど遙けし』（2015年／柏艪舎）

## 出演番組
- 朝刊さくらい（HBCラジオ）桜井宏・朝の三枚おろし月曜日コメンテーター